# Charles-Guillaume Leclerc
Charles Guillaume Leclerc est un homme politique français né le 28 octobre 1723 à Paris et décédé le 26 septembre 1795 à Paris.
Libraire sous l'Ancien régime, il est syndic de la corporation, juge consul en 1773 et chef de la juridiction consulaire en 1784. Il préside la réunion des électeurs de la Sorbonne, à Paris, et est élu député du tiers état aux États généraux de 1789. Il est inspecteur de l'imprimerie à l'Assemblée et s'intéresse à l'organisation des tribunaux de commerce. Il est ensuite juge et meurt au début du Directoire.

## Sources
- « Charles-Guillaume Leclerc », dans Adolphe Robert et Gaston Cougny, Dictionnaire des parlementaires français, Edgar Bourloton, 1889-1891 [détail de l’édition]